# Grubovia
Grubovia is een geslacht uit de amarantenfamilie (Amaranthaceae). De soorten uit het geslacht komen voor van in Hongarije tot in Mongolië en de westelijke Himalaya.

## Soorten
- Grubovia brevidentata G.L.Chu
- Grubovia dasyphylla (Fisch. & C.A.Mey.) Freitag & G.Kadereit
- Grubovia krylowii (Litv.) Freitag & G.Kadereit
- Grubovia melanoptera (Bunge) Freitag & G.Kadereit
- Grubovia mucronata G.L.Chu
- Grubovia sedoides (Pall.) G.L.Chu

... · 
Achyranthes · 
Aerva ·
Alternanthera ·
Amaranthus (Amarant) · 
Atriplex (Melde) · 
Axyris · 
Bassia (Zoutkruid) · 
Beta (Biet) · 
Blitum (Spiesganzenvoet) · 
Celosia · 
Chenopodium (Ganzenvoet) · 
Corispermum (Vlieszaad) · 
Dysphania · 
Halimione (Zoutmelde) · 
Halocnemum · 
Halothamnus · 
Haloxylon · 
Kochia · 
Krascheninnikovia · 
Polycnemum (Knarkruid) · 
Patellifolia · 
Ptilotus · 
Pupalia ·
Salicornia (Zeekraal) · 
Salsola (Loogkruid) · 
Spinacia · 
Suaeda · 
Traganum · 
...